# Elecciones generales de Sudáfrica de 2014
Las elecciones generales de Sudáfrica de 2014 tuvieron lugar el 7 de mayo del mencionado año para escoger a los 400 miembros de la vigesimocuarta Asamblea Nacional y renovar las legislaturas provinciales, que a su vez elegirían a los 90 miembros del Consejo Nacional de las Provincias, configurando así la legislatura del Parlamento de Sudáfrica para el período 2014-2019. Fueron las quintas elecciones generales desde el fin del apartheid en 1994, y los primeros comicios desde la muerte de Nelson Mandela. También fue la primera vez que se les permitió votar a los sudafricanos residentes en el extranjero.
El resultado fue una quinta victoria consecutiva para el oficialista Congreso Nacional Africano (ANC), presidido y liderado por Jacob Zuma, que obtuvo una cómoda mayoría absoluta en la Asamblea Nacional con 249 escaños y el 62.15% del voto popular. Sin embargo, la mayoría del ANC se vio reducida tras perder 15 escaños, y vio decrecer ligeramente su apoyo electoral respecto al 65.9% que recibió en las elecciones de 2009. Si bien el decrecimiento de votos del ANC fue significativamente menor al sufrido en 1999 (cuando perdió casi dos millones de sufragios), el resultado preocupó al liderazgo del partido, que solicitó un análisis electoral al respecto. Por otro lado, el principal partido de la oposición, la centroderechista Alianza Democrática (DA), liderada por Helen Zille, obtuvo el 22.23% de los votos y 89 escaños, incrementando su apoyo popular a casi el doble de votos que en 2009 y obteniendo 22 bancas más, siendo el mejor resultado histórico del partido, y el mejor resultado obtenido por el segundo partido más votado desde la instauración del sufragio universal, superando al 20.39% obtenido por el Partido Nacional en 1994. En tercer lugar, un nuevo partido, Luchadores por la Libertad Económica (EFF), de Julius Malema, calificado como de extrema izquierda, obtuvo el 6.35% de los votos.
En el plano de los partidos minoritarios, en cuarto lugar quedó el Partido de la Libertad Inkatha (IFP) que perdió casi la mitad de los votos que obtuvo en 2009 y obtuvo solo 10 escaños, continuando su debacle iniciada a partir de las anteriores elecciones. Sin embargo, la mayor debacle fue la sufrida por el Congreso del Pueblo (COPE), de Mosiuoa Lekota, que luego de haber ocupado el tercer lugar en las anteriores elecciones (arrebatándoselo al IFP), sufrió una gran cantidad de escisiones y conflictos internos, por lo que para el momento de los comicios había perdido más de la mitad de su representación legislativa debido a deserciones masivas, y en las elecciones pasó a ocupar un octavo lugar irrisorio con el 0.67% de las preferencias y 3 escaños, quedando prácticamente en la irrelevancia política.
En el plano provincial, el ANC obtuvo mayoría en ocho de las nueve legislaturas. El EFF obtuvo más del 10% de los votos en Gauteng, Limpopo y Noroeste, logrando quedar en segundo lugar por encima de DA en las dos últimas. En las otras seis provincias ganadas por el ANC, DA obtuvo el segundo lugar. Esto incluyó KwaZulu-Natal, donde DA logró relevar de su segundo lugar al Partido de la Libertad Inkatha por primera vez en su historia. En Cabo Occidental, la única provincia donde triunfó la oposición, DA incrementó su resultado de 51.5% a 59.4%.

## Sistema electoral
Sudáfrica tiene un sistema parlamentario bicameral de gobierno. La cámara baja es la Asamblea Nacional que consta de 400 miembros elegido mediante representación proporcional con listas cerradas. Doscientos miembros son elegidos de las listas de los partidos a nivel nacional; mientras que los otros 200 son elegidos de las listas provinciales de los partidos en cada una de las nueve provincias. El Presidente de Sudáfrica, que es el jefe de Estado y de gobierno del país, es elegido por la Asamblea Nacional después de las elecciones.
Las legislaturas provinciales, que varían en tamaño de 30 a 80 miembros, también son elegidas por representación proporcional con listas cerradas. Los gobernadores (Premiers) de cada provincia serán elegidos por la mayoría ganadora en cada legislatura provincial.
La cámara alta del Parlamento es el Consejo Nacional de las Provincias (NCOP por sus siglas en inglés), consta de 90 miembros, 10 por cada provincia, elegidos por las respectivas legislaturas provinciales en proporción a la representación de cada partido en la legislatura.
El 26 de noviembre de 2013 entró en vigor la Ley de Enmienda Electoral de 2013. Permite a los ciudadanos sudafricanos residentes fuera de Sudáfrica registrarse y votar en la elección de la Asamblea Nacional. Una nueva regulación añadida en 2013 que se aplicó por primera vez el 7 de mayo de 2014 es la prohibición de fotografiar las papeletas con boletas marcadas, lo que tiene como objetivo inhibir la intimidación de los votantes.

## Partidos políticos y líderes

### Principales

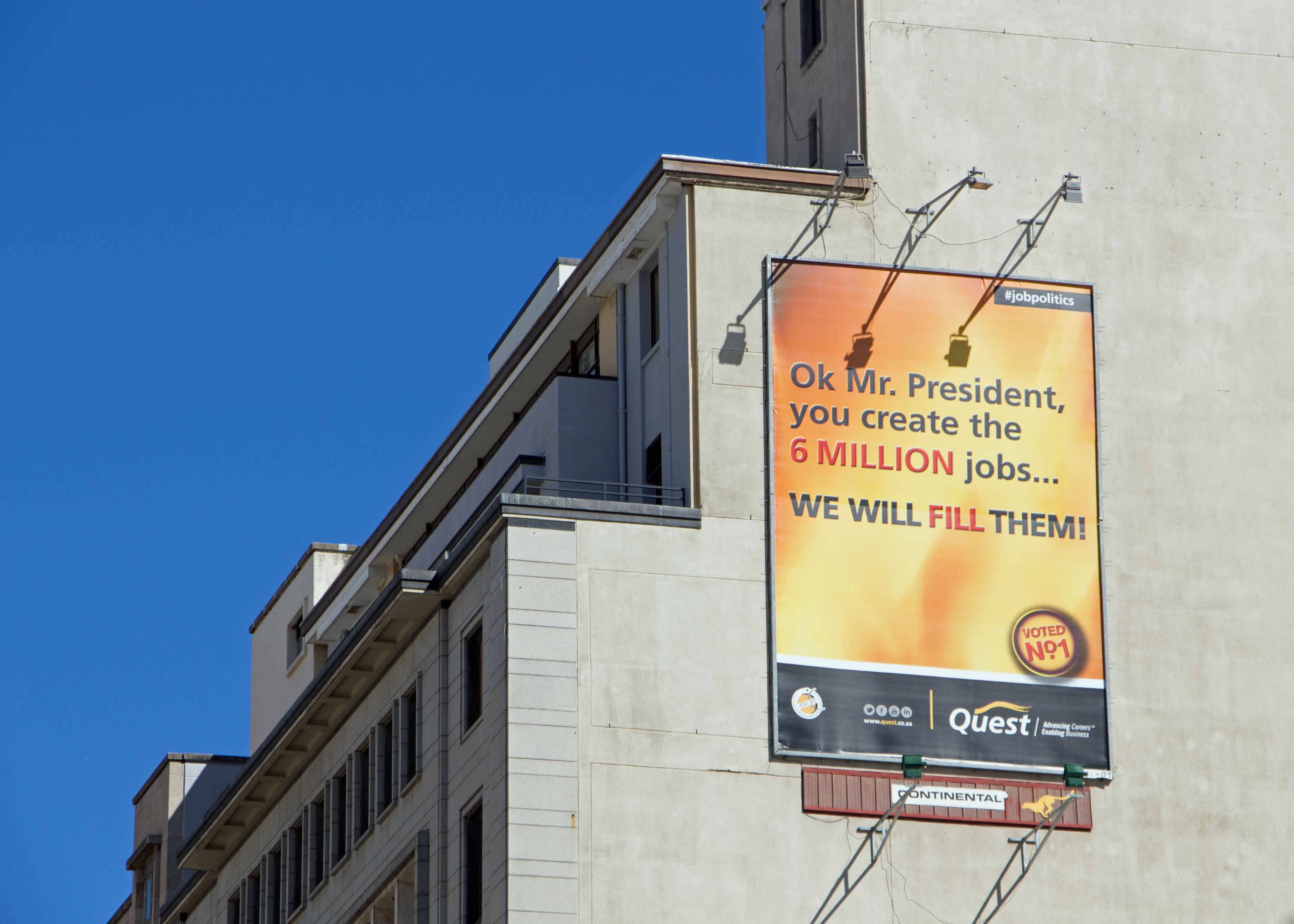
El presidente sudafricano, Jacob Zuma, se comprometió a crear 6 millones de empleos si el ANC retenía el poder.

El Congreso Nacional Africano (ANC) apoyado por su Alianza Tripartita con el Congreso de Sindicatos Sudafricanos (COSATU) y el Partido Comunista de Sudáfrica (SACP), ha tenido mayoría absoluta en el legislativo sudafricano desde el establecimiento de la democracia en 1994, gobernando ininterrumpidamente desde entonces. Tras la salida del poder de su líder, Nelson Mandela, su sucesor, Thabo Mbeki, fue elegido en 1999 y reelegido en 2004 por amplio margen. En las elecciones de 2009 experimentó una ligera caída del 69% al 65.9% de los votos, con la elección de Jacob Zuma como presidente del partido en 2007. En 2012, Zuma fue reelegido para un segundo mandato de cinco años como presidente del ANC, derrotando a su único rival y vicepresidente, Kgalema Motlanthe, por un amplio margen. Cyril Ramaphosa fue elegido como vicepresidente del ANC, sucediendo a Motlanthe que había declinado un segundo mandato después de perder ante Zuma.
El principal partido de la oposición, Alianza Democrática (DA), recibió tan solo el 16.7% de los votos en 2009, un aumento muy ligero con respecto al 12.4% de 2004 y las elecciones de 2014 serían los terceros comicios generales que disputaría desde su fundación en 2000. El DA era liderado por Helen Zille, quien fue reelegida sin oposición por el Congreso Federal del partido Gaunteg en 2012, mientras Lindiwe Mazibuko continuó como Líder de la Oposición en el Parlamento. A nivel provincial, DA era la única fuerza opositora en gobernar una provincia, Cabo Occidental, desde 2009, logrando mantener y consolidar este bastión en las elecciones municipales de 2011. Tradicionalmente, DA y sus partidos predecesores fueron vistos como fuerzas opuestas al apartheid, sobre todo en la década de 1980. Sin embargo, una de sus principales fuentes de votantes son los blancos en el sur, especialmente después de haber absorbido al Nuevo Partido Nacional en 2001 (aunque el NNP se disolvió formalmente en 2004).
El Congreso del Pueblo (COPE), era dirigido por Mosiuoa Lekota, aunque su liderazgo fue disputado por Mbhazima Shilowa. Al momento de los comicios, Shilowa luchaba por su reconocimiento como líder del partido ante el Tribunal Superior. Las luchas internas minaron el apoyo popular del partido, resultando en la formación del Congreso Unido, un grupo disidente. En 2009, COPE había superado el 7% de los votos y ganado 30 escaños, pero ante la inestabilidad partidaria, las posibilidades del partido en los comicios de 2014 eran bajas.
Para estas elecciones, Mangosuthu Buthelezi continuó liderando Partido de la Libertad Inkatha (IFP), principal partido de KwaZulu-Natal, a pesar de verse desafiado por la expresidenta Zanele KaMagwaza-Msibi, que fundó el Partido Nacional de la Libertad (NFP). El NFP y el IFP dividieron el voto en la provincia de KwaZulu-Natal, dominada por los zulúes, en las elecciones previas del gobierno local, cada uno obteniendo una parte equitativa de los votos, mientras que el ANC siguió dominando el antiguo bastión del IFP.
La Comisión Electoral Independiente de Sudáfrica (IEC) anunció el 17 de marzo que un número récord de 33 partidos había inscrito candidatos para las elecciones parlamentarias nacionales. En las elecciones a la legislatura provincial, el número de partidos que registraron candidatos, incluidas cuatro partes que aún no habían pagado los depósitos requeridos, sujeto a un plazo de 24 de marzo, era:
- Cabo Occidental - 26
- Gauteng - 22
- Limpopo - 20
- Cabo Oriental - 18
- KwaZulu-Natal - 18
- Estado Libre - 17
- Mpumalanga - 16
- Cabo del Norte - 16
- Noroeste - 16

El código de conducta electoral se firmó en Midrand, Gauteng el 19 de marzo de 2014. En el evento de la firma, se realizó un sorteo en el que el partido Frente de la Libertad (VF+), ganó el derecho a aparecer en la parte superior de la papeleta.

### Nuevos partidos
Varios partidos disputaron las elecciones por primera vez y obtuvieron escaños a nivel nacional y provincial. En primer lugar, el exlíder expulsado de la Liga Juvenil del ANC, Julius Malema, fundó el partido Luchadores por la Libertad Económica (EFF), asumiendo una fuerte posición anti-ANC dentro de una plataforma económica ultraizquierdista, pidiendo la expropiación de la tierra sin compensación y la nacionalización de las minas y el Banco de la Reserva de Sudáfrica. En su debut electoral obtuvo 25 escaños, superando a varios partidos anteriores como COPE, VF+, y la UDM.
El Partido Nacional de la Libertad (PFN), formado por la expresidenta del IFP, Zanele KaMagwaza-Msibi, se presentó también a su primera prueba electoral. Por otro lado, el Congreso Independiente Africano (AIC), aunque fundado en 2005, disputó unas elecciones generales por primera vez. Por último, el partido Agang Sudáfrica fue fundado por el líder del movimiento antiapartheid Mamphela Ramphele en 2013.
Entre los partidos nuevo que no obtuvieron representación parlamentaria: el Partido de Ubuntu, con una ideología basada en el contribucionismo, prometió eliminar al 100% el desempleo, cerrar el Banco de Reserva y reemplazarlo por un Banco Popular, que otorgaría préstamos hogareños sin intereses, financiar una campaña masiva de obras públicas y proporcionar electricidad gratuita; el Partido Obrero y Socialista (WASP) fue lanzado en el Día de los Derechos Humanos de 2013 por los líderes de los comités de huelga de mineros independientes que encabezaron las huelgas en la industria minera en 2012, antes y después de la masacre de Marikana, y del Movimiento Socialista Democrático (DSM); y como resultado de las luchas internas en COPE, se formó un grupo escindido, el Congreso Unido, dirigido por Mluleki George.
El Frente Nacional (NF), fundado en diciembre de 2013, promovía el separatismo afrikáner. Hannes Engelbrecht es su líder y Dan Roodt es su vicepresidente y portavoz. La Alianza Patriótica fue fundada en 2013 por el empresario Kenny Kunene, y su excompañero de cárcel, Gayton Mckenzie.

### Alianzas y deserciones
El partido Demócratas Independientes, que ganó cuatro escaños y el 0.9% de los votos en 2009, se fusionó con Alianza Democrática para las elecciones de 2014.
El 17 de diciembre de 2013, la Asociación de la Prensa Sudafricana informó que cinco partidos de la oposición, a saber, COPE, el IFP, el Partido Demócrata Cristiano Africano, el Partido Demócrata Cristiano Unido y el Frente de la Libertad, habían formado una coalición con veinte prioridades específicas. Los partidos en la coalición, llamada Colectivo para la Democracia (CD) y presidida por el líder de COPE Mosiuoa Lekota, conservarían su propia identidad y competirían en las elecciones de forma individual. El IFP negó ser parte de la coalición, diciendo que estaban recelosos de formar tales alianzas dada la confusión que había causado a sus seguidores en las elecciones anteriores. Tres días después, el día 20, la Unión Nacional de Trabajadores Metalúrgicos de Sudáfrica (NUMSA), afiliada más grande de la COSATU, anunció que no respaldaría ni al ANC ni a ningún otro partido político en 2014. NUMSA planeó establecer un nuevo colectivo de clase trabajadora similar al del difunto Frente Democrático Unido, con el objetivo final de formar un partido socialista que dispute las elecciones generales de 2019. Una facción opuesta de la COSATU solicitó legalmente la eliminación de NUMSA del COSATU, con implicaciones significativas para el panorama laboral y político del país.
El 28 de enero de 2014, DA anunció que Mamphela Ramphele había aceptado una invitación para presentarse como su candidato presidencial en las elecciones generales de 2014, y que DA y Agang Sudáfrica se fusionarían. De este modo, Ramphele sería la primera candidata presidencial negra de Alianza Democrática. El día 31, Ramphele declaró que no tomaría la membresía del partido DA y que seguiría siendo la líder de Agang Sudáfrica, lo que generaría confusión. El 2 de febrero, Helen Zille declaró que Ramphele había incumplido su acuerdo de presentarse como la candidata presidencial del DA. Ramphele posteriormente se disculpó por la revocación de su decisión, diciendo que el momento no era el adecuado ya que la reacción la misma había demostrado que la gente no podía vencer la política de partidos basada en la raza.
El 6 de febrero, se informó que los miembros de COPE que apoyan a Mbhazima Shilowa planearon unirse al Movimiento Democrático Unido (UDM) liderado por Bantu Holomisa, que ganó cuatro escaños en las elecciones de 2009. El 10 de marzo, se informó que Nqaba Bhangu, hasta entonces diputado por COPE, se había unido a DA como candidato parlamentario en Cabo Oriental, y otros tres diputados de COPE, a saber, Juli Kilian, Leonard Ramatlakane y Nick Koornhof fueron incluidos en la lista de ANC de candidatos parlamentarios nacionales publicados el día 11. El 28 de abril, se informó que más de 20 diputados de COPE habían desertado al ANC citando "liderazgo político pobre". El único miembro de COPE en la Legislatura de KwaZulu-Natal, Lucky Gabela, posteriormente también desertó ante el ANC citando el conflicto interno.
El 11 de marzo, Al Jama-ah y el Partido Musulmán de África anunciaron que realizarían una campaña conjunta bajo el lema del Partido Comunitario Al Jama-ah. Al día siguiente, se informó que el diputado por DA, Beverley Abrahams se había unido al ANC. El día 17, Luchadores por la Libertad Económica anunció un acuerdo para establecer relaciones de trabajo con el Partido Socialista de Azania (SOPA) y el Partido Conciencia Negra (BCP), que no se presentarían independientemente para las elecciones, y sus candidatos serían parte del EFF Los candidatos a las elecciones de 2014 figuran como miembros de EFF. EFF también tenía miembros de Sudáfrica Primero (SAF) en la lista de los que tienen doble membresía. Aunque SAF no había aceptado que se incluyera en la lista del FEP, su colectivo de líderes hizo suyas las listas.
El día 20, se informó que los diputados por DA Lourie Bosman, Niekie van den Berg y Theo Coetzee se unirían a Frente de la Libertad en la lista nacional de candidatos partidarios para las elecciones de 2014. El día 30, se informó en el Sunday Times que el fiscal general Mpowele Swathe se había unido al Partido Demócrata Cristiano Unido (UCDP) después de que su nombre apareciera en las listas de candidatos electorales para ambos partidos.

### Apoyo mediático
El 2 de mayo de 2014, el periódico Mail & Guardian "instó a los lectores a oponerse al ANC" por primera vez, para diluir el "poder político desmesurado" del partido gobernante. El editorial citó el apoyo de los ministros del gabinete a la controvertida "ley del secreto" propuesta y la "respuesta cínica del ANC al escándalo de Nkandla" entre sus razones. Un editorial de The Financial Mail publicado el mismo día, citó el desempleo y los cambios en la administración del gobierno y las políticas que afectaron negativamente a las empresas. Establecía que "el ANC no recibe nuestro respaldo esta vez" y que "nuestro voto va para DA", al día siguiente, citó el desempleo y un aumento de la corrupción bajo el liderazgo de Zuma en particular y declaró que el ANC y Zuma "ya no merecen gobernar" y "DA merece ser respaldado". Incluso Abahlali baseMjondolo, un movimiento que había hecho campaña por el boicot electoral, llamó a sus partidarios en KwaZulu-Natal a votar por DA como un voto táctico contra el ANC.

## Registro de votantes

### Voto nacional

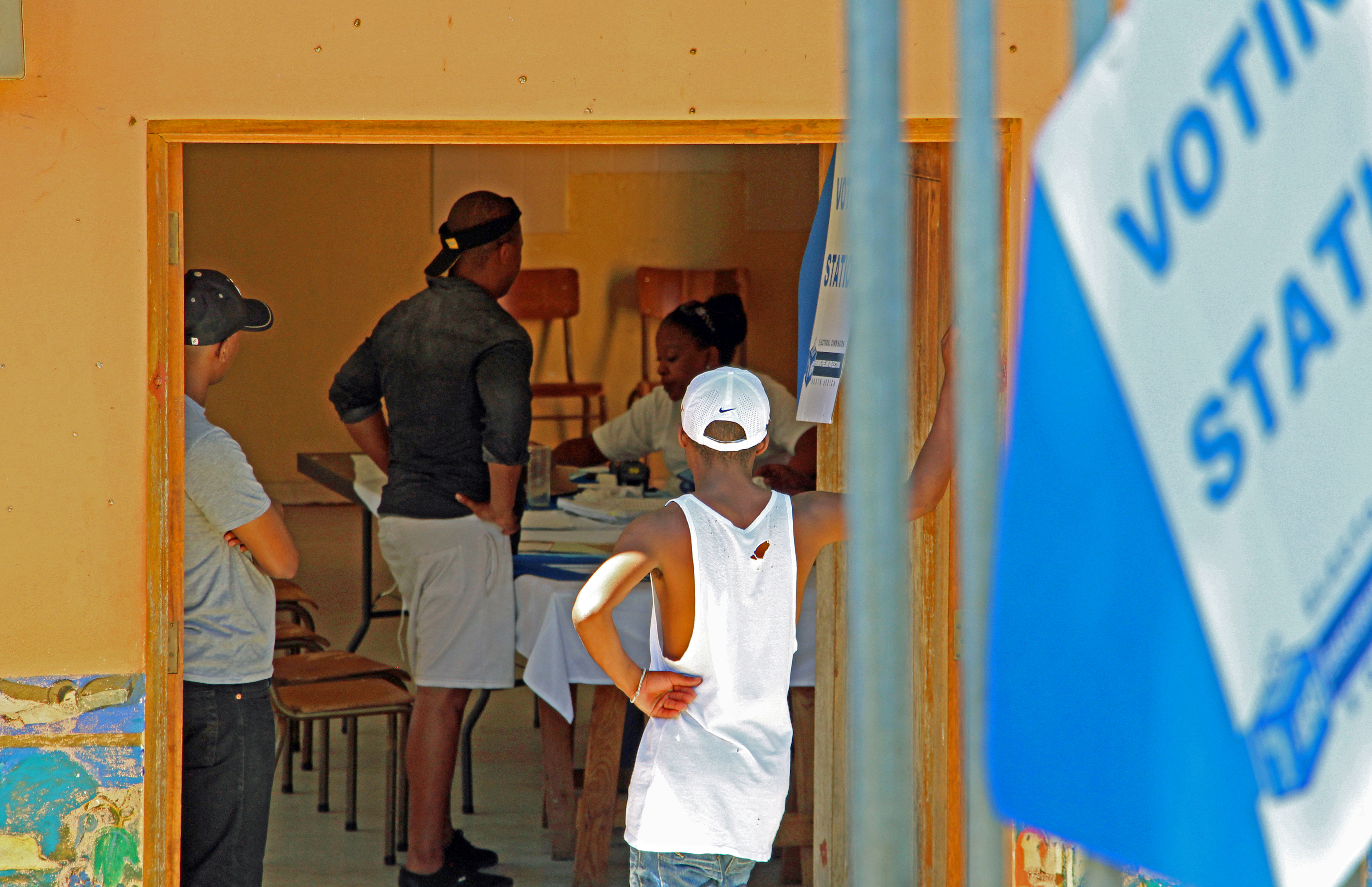
Sudafricanos nacidos después de 1994 se registran para votar. Es la primera vez que la generación "nacida libre" tendrá derecho a voto.

Los fines de semana del 9 al 10 de noviembre de 2013, y del 8 al 9 de febrero de 2014, todas las mesas de votación se abrieron para que se inscribieran nuevos votantes y para que quienes se mudaron puedan volver a registrarse en su nuevo distrito electoral. La presidencia de Sudáfrica instó a los votantes que se habían perdido los fines de semana de registro en la mesa de votación a registrarse en una seccional del IEC durante el horario de oficina. El portavoz presidencial, Mac Maharaj, dijo que a los votantes se les permitiría registrarse para votar hasta que la fecha de las elecciones se publicara en un boletín oficial, luego de lo cual se cierra la lista de votantes.
Aproximadamente 5.5 millones de personas visitaron las mesas de votación en total, incluyendo entre 1 y 2 millones de nuevos votantes. Esto aumentó el número de votantes registrados a 25,3 millones, lo que representa el 80.5% de los 31.4 millones de personas elegibles para votar en el país. Dado que habían pasado ya veinte años desde las primeras elecciones democráticas, por primera vez había sudafricanos nacidos después de 1994 que cumplían con los requisitos de edad para emitir sufragio y, por lo tanto, esta elección marcaría la primera vez que votarían ciudadanos pertenecientes a la llamada generación nacida libre.

### Voto de ciudadanos en el extranjero
Los sudafricanos que viven en el extranjero pudieron inscribirse para votar en cualquier embajada, comisaría o consulado general de Sudáfrica desde el 9 de enero hasta el 7 de febrero de 2014. Los sudafricanos que desearan votar en el extranjero debían notificar su intención de voto al IEC antes del 12 de marzo de 2014. Los fines de semana del 18 al 19 de enero y del 25 al 26 de enero se utilizaron para acomodar a los votantes que no pudieron registrarse durante el horario normal. Más de 26 000 votantes se registraron para votar en el extranjero antes de las elecciones.
Un total de 26.701 votantes se inscribieron para votar en el extranjero, con el mayor número de votantes registrados para votar en Londres (9.863), Dubái (1.539) y Canberra (1.243) con otras ubicaciones que suman juntas 14.056 votantes registrados.

## Encuestas de opinión
Según una encuesta interna realizada por el DA con el encuestador estadounidense Stan Greenberg en marzo-abril de 2014, el ANC obtendría el 59% de los votos, el DA el 26% y el EFF el 8%.
En una encuesta de Ipsos de 1.000 miembros registrados de ANC realizada para The Sunday Times en diciembre de 2013, el 55% de los encuestados dijo que votaría nuevamente por el ANC, el 5% dijo que votaría por el DA, el 6% dijo que votaría por otros partidos, y el 34% restante dijo que no sabía o prefirió no responder.
Según los resultados de una encuesta de Ipsos Pulse of the People publicada en febrero de 2014, el DA es el partido más multirracial, mientras que el ANC tiene un 96% de seguidores negros y el EFF tiene un 99% de seguidores negros, en comparación con un 76% de encuestados negros. El perfil de edad de los partidarios de ANC se asemeja mucho al perfil de edad de los votantes, mientras que los que apoyan DA son ligeramente mayores en general y los partidarios de EFF son significativamente más jóvenes en general.
Africa Check, una organización sin fines de lucro que verifica hechos políticos con base en reclamos sobre África, y el Centro para el Estudio de la Democracia han criticado las encuestas de las compañías de investigación de mercado como anticientíficas. Africa Check advirtió que algunas encuestas son intencionalmente engañosas y algunas son esencialmente conjeturas.
| Fecha        | Encuestadora                | ANC          | DA                          | EFF  | ACDP | Agang | COPE | IFP  | Otros | Astención/No sabe/No contesta |    |    |    |     |
| ------------ | --------------------------- | ------------ | --------------------------- | ---- | ---- | ----- | ---- | ---- | ----- | ----------------------------- | -- | -- | -- | --- |
| Fecha        | Encuestadora                | Oct/Nov 2013 | Ipsos - Pulse of the People | 53%  | 18%  | 4%    | 1%   | 1%   | Otros | Astención/No sabe/No contesta | 1% | 1% | 2% | 19% |
| Oct/Nov 2013 | Ipsos - Pulse of the People | 64%          | 19%                         | 4%   | 1%   | 1%    | 1%   | 2%   | 2%    | 6%                            |    |    |    |     |
| Feb/Mar 2014 | Ipsos - Pulse of the People | 63.4%        | 22.9%                       | 4.7% | 0.9% | –     | 1.2% | 1.9% | 5.0%  | N/A                           |    |    |    |     |
| Feb/Mar 2014 | Ipsos/Sunday Times          | 61.9%        | 20.5%                       | 3.4% |      |       |      |      |       | 7.4%                          |    |    |    |     |
| Feb/Mar 2014 | Ipsos/Sunday Times          | 66.1%        | 22.9%                       | 3.7% | ~1%  | 0.4%  | 0.7% | 1.4% | 3.8%  | N/A                           |    |    |    |     |
| Mar/Apr 2014 | Ipsos/Sunday Times          | 65.5%        | 23.1%                       | 4.0% | 0.8% | 0.0%  | 1.3% | 2.8% | 2.5%  | N/A                           |    |    |    |     |
| Apr 2014     | Ipsos/Sunday Times          | 63.9%        | 23.7%                       | 4.7% | 0.3% | 0.3%  | 3.4% | 0.8% | 2.9%  | N/A                           |    |    |    |     |

En el plano provincial, la encuesta de Ipsos Pulse of the People realizada en octubre y noviembre de 2013 mostró que la elección sería sumamente reñida en varias provincias: el ANC continuaría dominando casi con certeza Cabo Oriental, Limpopo, Noreste, Mpumalanga, KwaZulu-Natal y Estado Libre. El DA mantendría e incrementaría su control sobre Cabo Occidental mientras que el control de Cabo del Norte y Gauteng sería disputado entre el ANC y el DA, con otros partidos sosteniendo el equilibrio del poder, por lo que las coaliciones podían ser decisivas. En Limpopo y Noroeste, EFF podría convertirse en la oposición oficial.
| Encuesta de Ipsos - Pulse of the People Octubre/Noviembre 2013      | Encuesta de Ipsos - Pulse of the People Octubre/Noviembre 2013 | Encuesta de Ipsos - Pulse of the People Octubre/Noviembre 2013 | Encuesta de Ipsos - Pulse of the People Octubre/Noviembre 2013 | Encuesta de Ipsos - Pulse of the People Octubre/Noviembre 2013 | Encuesta de Ipsos - Pulse of the People Octubre/Noviembre 2013 | Encuesta de Ipsos - Pulse of the People Octubre/Noviembre 2013 | Encuesta de Ipsos - Pulse of the People Octubre/Noviembre 2013 | Encuesta de Ipsos - Pulse of the People Octubre/Noviembre 2013 | Encuesta de Ipsos - Pulse of the People Octubre/Noviembre 2013 | Encuesta de Ipsos - Pulse of the People Octubre/Noviembre 2013 |
| Partido                                                             | Partido                                                        | EC %                                                           | L %                                                            | NW %                                                           | M %                                                            | KZN %                                                          | FS %                                                           | G %                                                            | NC %                                                           | WC %                                                           |
| ------------------------------------------------------------------- | -------------------------------------------------------------- | -------------------------------------------------------------- | -------------------------------------------------------------- | -------------------------------------------------------------- | -------------------------------------------------------------- | -------------------------------------------------------------- | -------------------------------------------------------------- | -------------------------------------------------------------- | -------------------------------------------------------------- | -------------------------------------------------------------- |
|                                                                     | Congreso Nacional Africano                                     | 71.4                                                           | 67.2                                                           | 63.5                                                           | 63.4                                                           | 56.6                                                           | 55.4                                                           | 45.5                                                           | 42.7                                                           | 27                                                             |
|                                                                     | Alianza Democrática                                            | 8.6                                                            | 7.4                                                            | 6.4                                                            | 9.1                                                            | 11.2                                                           | 24.9                                                           | 22.6                                                           | 45.9                                                           | 54.1                                                           |
|                                                                     | Luchadores por la Libertad Económica                           | 4.6                                                            | 11.4                                                           | 12.7                                                           | 6.8                                                            | 0.3                                                            | 2                                                              | 7.3                                                            | 1                                                              | 1.8                                                            |
|                                                                     | Partido Demócrata Cristiano Africano                           | -                                                              | 0.5                                                            | 3.1                                                            | 5.0                                                            | 0.1                                                            | 0.7                                                            | 2.2                                                            | -                                                              | 0.6                                                            |
|                                                                     | Agang Sudáfrica                                                | 1                                                              | 3                                                              | -                                                              | 4.6                                                            | 0.5                                                            | -                                                              | 3                                                              | -                                                              | 1.2                                                            |
|                                                                     | Congreso del Pueblo                                            | 2.5                                                            | 0.4                                                            | -                                                              | 0.8                                                            | 0.4                                                            | 7.3                                                            | 2.2                                                            | 5                                                              | 1.6                                                            |
|                                                                     | Partido de la Libertad Inkatha                                 | -                                                              | 1                                                              | 1.9                                                            | 0.8                                                            | 9.8                                                            | -                                                              | 0.2                                                            | -                                                              | -                                                              |
|                                                                     | Partido Musulmán de África                                     | -                                                              | -                                                              | -                                                              | -                                                              | 0.2                                                            | -                                                              | 0.4                                                            | -                                                              | 0.2                                                            |
|                                                                     | Organización del Pueblo de Azania                              | 0.3                                                            | 0.7                                                            | -                                                              | 0.7                                                            | 0.2                                                            | -                                                              | 0.4                                                            | -                                                              | 0.3                                                            |
|                                                                     | Frente de la Libertad                                          | 0.2                                                            | 0.7                                                            | 1.1                                                            | -                                                              | -                                                              | -                                                              | 1.8                                                            | -                                                              | 1.6                                                            |
|                                                                     | Frente Minoritario                                             | -                                                              | -                                                              | -                                                              | -                                                              | 0.9                                                            | -                                                              | -                                                              | -                                                              | -                                                              |
|                                                                     | Nuevo Partido Laborista                                        | -                                                              | -                                                              | 2                                                              | -                                                              | -                                                              | -                                                              | -                                                              | -                                                              | -                                                              |
|                                                                     | Congreso Panafricanista                                        | -                                                              | 0.5                                                            | -                                                              | -                                                              | -                                                              | -                                                              | 0.4                                                            | -                                                              | -                                                              |
|                                                                     | Partido Demócrata Cristiano Unido                              | -                                                              | -                                                              | -                                                              | -                                                              | -                                                              | -                                                              | -                                                              | -                                                              | 0.4                                                            |
|                                                                     | Movimiento Democrático Unido                                   | 1                                                              | -                                                              | -                                                              | -                                                              | 0.2                                                            | -                                                              | 0.2                                                            | -                                                              | 0.2                                                            |
|                                                                     | Partido Nacional de la Libertad                                | -                                                              | -                                                              | -                                                              | -                                                              | 1.5                                                            | -                                                              | 0.1                                                            | -                                                              | 0.2                                                            |
| Otro                                                                | Otro                                                           | 0.7                                                            | -                                                              | -                                                              | 5.7                                                            | 1.3                                                            | -                                                              | 3.5                                                            | -                                                              | 0.4                                                            |
| No va a votar                                                       | No va a votar                                                  | 1.6                                                            | 2.8                                                            | 4.7                                                            | -                                                              | 3.8                                                            | -                                                              | 2.4                                                            | -                                                              | 1.3                                                            |
| No responde                                                         | No responde                                                    | 4.4                                                            | 1.2                                                            | 2.6                                                            | 1.7                                                            | 11                                                             | -                                                              | 3.6                                                            | 1.6                                                            | 6.2                                                            |
| No sabe                                                             | No sabe                                                        | 2.7                                                            | 3.2                                                            | 1.1                                                            | 1.4                                                            | 2                                                              | 9.5                                                            | 3.8                                                            | 2.2                                                            | 2.5                                                            |
| No se registró para votar                                           | No se registró para votar                                      | 1                                                              | -                                                              | 0.9                                                            | -                                                              | -                                                              | 0.2                                                            | 0.4                                                            | 1.6                                                            | 0.4                                                            |
| Fuente: IPSOS Archivado el 8 de octubre de 2014 en Wayback Machine. |                                                                |                                                                |                                                                |                                                                |                                                                |                                                                |                                                                |                                                                |                                                                |                                                                |

La encuesta de Ipsos/Sunday Times realizada en febrero y marzo de 2014 mostró que el ANC contaba con el apoyo de la mayoría en todas las provincias, excepto en Cabo Occidental, donde DA conserva el apoyo de la mayoría. El apoyo de DA siguió al del ANC en todas las demás provincias, excepto en Noroeste, donde el EFF quedó en segundo lugar.

## Campaña

### Debates
La South African Broadcasting Corporation (SABC) transmitió los debates electorales semanales de febrero a mayo de 2014. Se emitieron entre las 6 p. m. y las 7 p. m. en SABC 1 y se transmitieron en vivo por el canal de YouTube de la SABC.
Los siguientes debates tuvieron lugar:
| Fecha                 | Tópico                                                                             |
| --------------------- | ---------------------------------------------------------------------------------- |
| 23 de febrero de 2014 | Elecciones libres y justas en un ambiente altamente cargado de protestas violentas |
| 2 de marzo de 2014    | Jóvenes y desempleo                                                                |
| 9 de marzo de 2014    | Educación                                                                          |
| 16 de marzo de 2014   | ¿Pueden los recién llegados hacer una diferencia?                                  |
| 23 de marzo de 2014   | Pobreza en la tierra de la abundancia                                              |
| 30 de marzo de 2014   | Derrotar al racismo; construir una Sudáfrica no racial                             |
| 6 de abril de 2014    | Tierra                                                                             |
| 13 de marzo de 2014   | Responsabilidad y corrupción                                                       |
| 20 de marzo de 2014   | ¿Qué pasa con nuestros municipios / Están los municipios trabajando para la gente? |
| 27 de marzo de 2014   | Movimientos de liberación                                                          |
| 4 de mayo de 2014     | Crimen                                                                             |

### Controversias
En enero de 2014, la líder de DA, Helen Zille, declaró que organizaría una manifestación de su partido que marcharía hasta Luthuli House, la sede del ANC, para "resaltar el fracaso del gobierno del ANC en poner fin a la corrupción y crear empleos". Zille dijo que 6000 personas estarían marchando, cada una representando a 1000 sudafricanos que se beneficiarían de los 6 millones de empleos que el DA prometió crear si llegaba al poder. La fecha planificada de la marcha fue el 4 de febrero de 2014, pero luego se pospuso hasta el 12 debido a problemas logísticos. El Departamento de Policía Metropolitana de Johannesburgo (JMPD) inicialmente negó la solicitud del DA para marchar, pero la decisión fue revocada el 3 de febrero de 2014 cuando el DA llevó el asunto al Tribunal Superior de Johannesburgo. El día 11, se informó que el JMPD había establecido los perímetros de marcha para evitar que el DA marchara hasta Luthuli House. El portavoz de JMPD, el superintendente en jefe Wayne Minnaar dijo: "La marcha de protesta de AD (...) ha sido prohibida con el argumento de que habría un riesgo de seguridad para los manifestantes". DA anunció que la marcha terminaría ahora en Beyers Naude Square. En el día de la marcha,se desestimó una solicitud para detener la marcha de DA presentada por el ANC ante el Tribunal Superior de South Gauteng.
La manifestación terminó temprano después de que los partidarios del ANC confrontaran a los de la AD a los 40 minutos de la marcha. Piedras y bombas de gasolina fueron lanzadas por los partidarios del ANC a la policía cuando estos trataron de calmar la situación.
El 13 de marzo estalló la violencia en el municipio de Bekkersdal en Gauteng, escenario de violentas protestas por la entrega de servicios en 2013. Los residentes realizaron una protesta sobre una campaña planificada del ANC en la zona, bloquearon las calles con piedras y quemaron llantas y arrojaron objetos a funcionarios y policías del ANC. vehículos con piedras. La policía respondió a la volátil situación disparando balas de goma a los residentes.
Poco después de que informe final del Protector Público Thuli Madonsela sobre las actualizaciones de seguridad para la residencia privada en Nkandla de Jacob Zuma fue publicado el 19 de marzo, DA envió un mensaje de texto a los votantes de Gauteng, que decía: "El informe de Nkandla muestra cómo Zuma ha robado tu dinero para construir su casa de 246 millones de Rand . Vota DA el 7 de mayo para vencer la corrupción. Juntos por el cambio". El ANC presentó una solicitud urgente al Tribunal Superior de South Gauteng para detener la distribución del mensaje de texto por considerar que violaba la Ley Electoral. El 4 de abril, el tribunal dictaminó que la redacción del mensaje era un comentario justo y desestimó la solicitud del ANC con los costos. El ANC recibió el permiso para apelar la decisión. El 6 de mayo, el Tribunal Electoral dictaminó que DA debía retractarse del mensaje, encontrando que acusó personalmente a Zuma y no a las personas citadas en el infomre. El tribunal finalmente ganó el caso cuando el Tribunal Constitucional anuló el fallo del Tribunal Electoral el 19 de enero de 2015.
El 5 de abril, una marquesina, un escenario, un sistema de sonido y sillas preparadas para una manifestación de EFF en Thokoza fueron bombardeados con gasolina en las primeras horas de la mañana. El portavoz de EFF, Mbuyiseni Mdlozi, dijo que EFF sospechaba que los miembros del ANC eran responsables del sabotaje. El vocero del ANC, Jackson Mthembu, negó las acusaciones y declaró "no hacemos tales cosas".
Al día siguiente, DA acusó al ANC de abusar de los recursos del estado después de que se viera a la Agencia de Seguridad Social de Sudáfrica (SASSA) repartiendo mantas y artículos de tocador en una manifestación de ANC en Parys. La portavoz del ANC, Khusela Sangoni-Khawe, negó la acusación y dijo que el ANC no sabía que SASSA estaría en el mitin.
Cuatro días después, DA presentó una queja a la Autoridad de Comunicaciones Independientes de Sudáfrica (ICASA) sobre la censura de la emisora pública después de que el SABC informara a DA que no continuaría transmitiendo un anuncio de televisión de su campaña titulado "ANC Ayisafani", que significa "el ANC ya no es el mismo", y cinco anuncios de radio del DA emitidos el 8 y 9 de abril de 2014. Según, Mmusi Maimane, de DA, que aparece en el anuncio televisivo, el SABC prohibió todos los anuncios de DA en 11 estaciones de radio públicas, así como el anuncio de televisión. ICASA anunció que celebraría audiencias públicas sobre el asunto el jueves 17, seis días después de que DA presentara su queja. Tras el anuncio del DA de que presentaría una solicitud urgente al Tribunal Superior de South Gauteng solicitando un fallo sobre los anuncios antes del largo fin de semana de Pascua comenzando el Viernes Santo, el día posterior a la fecha de audiencia pública propuesta por la ICASA, las audiencias de la ICASA comenzaron dos días antes que originalmente programado. El día después de la audiencia, la prohibición fue levantada temporalmente ya que la SABC no había proporcionado razones para la prohibición durante las audiencias de la ICASA y solicitó más tiempo para preparar una respuesta. El fiscal también se opuso a que la SABC no permitiera que el partido opositor oficial nacional participara en un debate televisivo sobre la reforma agraria en la SABC en las primeras dos semanas de abril. El 25 de abril, el ICASA confirmó la prohibición de la SABC sobre el anuncio televisivo, encontrando que contravenía las reglamentaciones de ICASA sobre las transmisiones electorales partidarias. ICASA ordenó que una fotografía tomada por el fotógrafo de The Citizenel, Alaister Russell, de un oficial de policía que disparaba balas de goma contra residentes desarmados durante la protesta de Bekkersdal en marzo de 2014, fuera eliminada del anuncio porque "la policía no debe ser vista como una amenaza para la comunidad". En el anuncio, Maimane dice "Hemos visto a una fuerza policial matando a su propia gente" mientras la fotografía se muestra en la pantalla. El Servicio de Policía de Sudáfrica había presentado anteriormente una queja ante el ICASA de que este metraje incitaría a la violencia contra los agentes de policía.

### Costo
Debido a la naturaleza reservada de la financiación política en Sudáfrica, en general existe poca información pública sobre las fuentes de financiamiento político de los partidos políticos sudafricanos y la naturaleza de sus gastos. Sin embargo, el ANC determinó que las elecciones de 2014 fueron las "elecciones más caras" alguna vez disputadas hasta la fecha. Según fuentes filtradas dentro del ANC, las elecciones de 2014 le costaron al ANC más de 429 millones de rands. Algunos de los gastos del ANC incluyen R118 millones en camisetas de campaña, R17 millones para el lanzamiento del manifiesto en Mbombela, R83.7 millones en publicidad (incluyendo R27 millones para carteles y vallas publicitarias), R21 millones para el mitin de la victoria, y R67 millones en voluntarios.

## Día de las elecciones

### Votantes en el extranjero

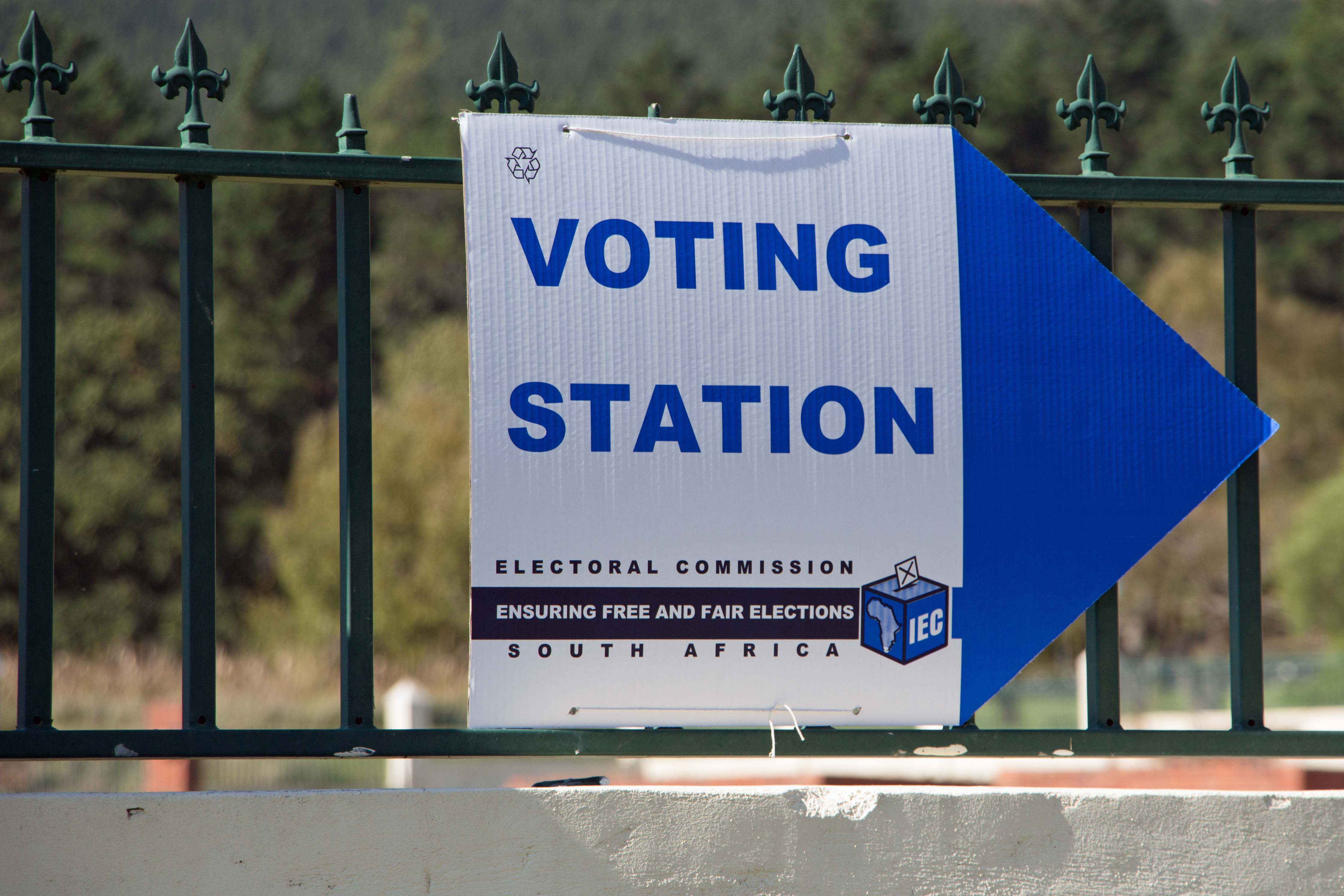
Señal marcando un centro de votación el día de las elecciones.

Con más de 26 000 sudafricanos en el extranjero registrados para votar, la elección se llevó a cabo en 116 estaciones de votación internacionales el 30 de abril de 2014. La última mesa de votación internacional, ubicada en Los Ángeles, cerró a las 6 a. m. SAST el 1 de mayo de 2014. Todos los votos postales se enviaron por correo a Sudáfrica, combinados en un solo distrito de votación y se contaron para el 7 de mayo de 2014. La IEC había presupuestado dos millones de rand para contabilizar los votos del extranjeros.

### Voto especial
La fase de votación especial local de la elección se llevó a cabo del 5 al 6 de mayo de 2014, acomodando a personas con discapacidad física, o mujeres embarazadas o que no pudieran votar en su mesa de votación el día de las elecciones. El expresidente Thabo Mbeki emitió un voto especial ya que el día de los comicios asistiría a una reunión del Foro Económico Mundial en Nigeria.

### Jornada electoral e incidentes
La votación tuvo lugar sin problemas en 22.264 mesas de votación en todo el país. Se informó que 2.449, o el 11%, de las mesas de votación se abrieron más tarde del horario de apertura programado ade las 7 a. m.. Todas las mesas de votación estaban operativas para las 11 a. m.. Las mesas de votación se cerraron y el conteo comenzó a las 9 p. m..
Una plantilla braille de nuevo diseño se utilizó por primera vez en una elección nacional, permitiendo a los votantes ciegos votar de forma independiente por primera vez. En elecciones anteriores, los votantes ciegos tuvieron que comunicar su elección de partido a un funcionario que emitiría el voto por él, y luego rellenaría una hoja de votación en su nombre.
El día de la votación, 97 personas fueron arrestadas por delitos relacionados con las elecciones, principalmente intimidación de votantes. Varios votantes ignoraron la nueva legislación que prohíbe las fotografías de las papeletas con boletas marcadas, que incluyen al famoso DJ local Sbu y al futbolista Andile Jali.
Una mesa de votación en Alexandra, Gauteng se cerró temporalmente después de una discusión estalló entre miembros ANC y EFF cuando el EFF acusó al ANC de fraude electoral. La mesa de votación se abrió más tarde esa tarde.
Un seguidor del ANC recibió un disparo mortal en KwaZulu-Natal por parte de un simpatizante del IFP cerca de una mesa de votación. Dumisani Nxumalo, un joven de 28 años de KwaDukuza, fue acusado del asesinato. El 26 de junio de 2014, el Tribunal Regional de Durban presentó su solicitud de libertad bajo fianza, donde se alegó que el tiroteo tuvo lugar mientras los partidarios del IFP pasaban junto a una carpa del ANC. El caso debía continuar en julio.

## Resultados
La Comisión Electoral decidió excluir los votos de una mesa de votación en Tickeyline, cerca de Tzaneen en Limpopo, porque el personal de la mesa de votación fue atacado al cierre de la votación y no se pudo garantizar la seguridad de la misma. Los resultados finales se anunciaron el 10 de mayo.

### Parlamento

#### Asamblea Nacional
|  | 62.15 % |

|  | 22.23 % |

|  | 6.35 % |

|  | 2.40 % |

|  | 1.57 % |

|  | 1.00 % |

|  | 0.90 % |

|  | 0.67 % |

|  | 0.57 % |

|  | 0.53 % |

|  | 0.28 % |

|  | 0.21 % |

|  | 0.17 % |

|  | 0.14 % |

|  | 0.12 % |

|  | 0.12 % |

|  | 0.11 % |

|  | 0.08 % |

|  | 0.08 % |

|  | 0.07 % |

|  | 0.05 % |

|  | 0.04 % |

|  | 0.03 % |

|  | 0.03 % |

|  | 0.02 % |

|  | 0.02 % |

|  | 0.02 % |

|  | 0.02 % |

|  | 0.13 % |

|  | 0.01 % |

|  | 98.65 % |

|  | 1.35 % |

|  | 100.00 % |

|  | 73.50 % |

#### Consejo Nacional de las Provincias
El Consejo Nacional de las Provincias (NCOP) consta de 90 miembros, diez nominados por cada legislatura provincial, en proporción a la membresía del partido de la legislatura provincial. Cada delegación provincial consta de seis delegados permanentes, que son nominados por un período que dura hasta que se elige una nueva legislatura provincial, y cuatro delegados especiales. Uno de los delegados especiales es el premier de la provincia u otro miembro de la legislatura provincial designada por el premier, mientras que los otros tres delegados especiales son designados ad hoc por la legislatura provincial.
| Partidos | Partidos                                   | Provincia     | Provincia    | Provincia | Provincia     | Provincia | Provincia  | Provincia | Provincia      | Provincia       | Total | Total |
| Partidos | Partidos                                   | Cabo Oriental | Estado Libre | Gauteng   | KwaZulu-Natal | Limpopo   | Mpumalanga | Noroeste  | Cabo del Norte | Cabo Occidental | Total | Total |
| -------- | ------------------------------------------ | ------------- | ------------ | --------- | ------------- | --------- | ---------- | --------- | -------------- | --------------- | ----- | ----- |
|          | Congreso Nacional Africano (ANC)           | 4/6           | 4/6          | 3/6       | 4/6           | 4/6       | 4/6        | 4/6       | 4/6            | 2/6             | 33/54 | 60/90 |
| 3/4      | Congreso Nacional Africano (ANC)           | 3/4           | 2/4          | 3/4       | 4/4           | 4/4       | 3/4        | 3/4       | 2/4            | 27/36           |       | 60/90 |
|          | Alianza Democrática (DA)                   | 1/6           | 1/6          | 2/6       | 1/6           | 1/6       | 1/6        | 1/6       | 1/6            | 4/6             | 13/54 | 20/90 |
| 1/4      | Alianza Democrática (DA)                   | 1/4           | 2/4          | 0/4       | 0/4           | 0/4       | 0/4        | 1/4       | 2/4            | 7/36            |       | 20/90 |
|          | Luchadores por la Libertad Económica (EFF) | 0/6           | 1/6          | 1/6       | 0/6           | 1/6       | 1/6        | 1/6       | 1/6            | 0/6             | 6/54  | 7/90  |
| 0/4      | Luchadores por la Libertad Económica (EFF) | 0/4           | 0/4          | 0/4       | 0/4           | 0/4       | 1/4        | 0/4       | 0/4            | 1/36            |       | 7/90  |
|          | Partido de la Libertad Ikantha (IFP)       | 0/6           | 0/6          | 0/6       | 1/6           | 0/6       | 0/6        | 0/6       | 0/6            | 0/6             | 1/54  | 1/90  |
|          | Partido Nacional de la Libertad (NFP)      | 0/4           | 0/4          | 0/4       | 1/4           | 0/4       | 0/4        | 0/4       | 0/4            | 0/4             | 1/36  | 1/90  |
|          | Movimiento Democrático Unido (UDM)         | 1/6           | 0/6          | 0/6       | 0/6           | 0/6       | 0/6        | 0/6       | 0/6            | 0/6             | 1/54  | 1/90  |

### Legislaturas provinciales
En los resultados provinciales de las elecciones, el ANC obtuvo una mayoría en todas las legislaturas provinciales a excepción del Cabo Occidental, en el que quedó en segundo lugar detrás de DA. DA quedó en segundo lugar en todas las demás provincias excepto Limpopo y Noroeste, en el que quedó tercera después de la EFF.
|  | 70.09 % |

|  | 16.20 % |

|  | 6.16 % |

|  | 3.48 % |

|  | 1.20 % |

|  | 0.77 % |

|  | 0.44 % |

|  | 0.33 % |

|  | 0.31 % |

|  | 0.23 % |

|  | 0.18 % |

|  | 0.16 % |

|  | 0.12 % |

|  | 0.06 % |

|  | 0.06 % |

|  | 0.05 % |

|  | 0.02 % |

|  | 98.52 % |

|  | 1.48 % |

|  | 100.0 % |

|  | 68.30 % |

|  | 69.85 % |

|  | 16.23 % |

|  | 8.15 % |

|  | 2.10 % |

|  | 1.63 % |

|  | 0.51 % |

|  | 0.32 % |

|  | 0.21 % |

|  | 0.20 % |

|  | 0.16 % |

|  | 0.11 % |

|  | 0.11 % |

|  | 0.11 % |

|  | 0.06 % |

|  | 0.05 % |

|  | 98.58 % |

|  | 1.42 % |

|  | 100.0 % |

|  | 71.01 % |

|  | 53.59 % |

|  | 30.78 % |

|  | 10.30 % |

|  | 1.20 % |

|  | 0.78 % |

|  | 0.62 % |

|  | 0.49 % |

|  | 0.47 % |

|  | 0.44 % |

|  | 0.42 % |

|  | 0.26 % |

|  | 0.16 % |

|  | 0.12 % |

|  | 0.08 % |

|  | 0.07 % |

|  | 0.05 % |

|  | 0.05 % |

|  | 0.04 % |

|  | 0.02 % |

|  | 0.02 % |

|  | 0.02 % |

|  | 0.01 % |

|  | 99.04 % |

|  | 0.96 % |

|  | 100.0 % |

|  | 72.97 % |

|  | 64.52 % |

|  | 12.76 % |

|  | 10.86 % |

|  | 7.31 % |

|  | 1.85 % |

|  | 1.02 % |

|  | 0.44 % |

|  | 0.20 % |

|  | 0.18 % |

|  | 0.17 % |

|  | 0.16 % |

|  | 0.15 % |

|  | 0.11 % |

|  | 0.08 % |

|  | 0.07 % |

|  | 0.06 % |

|  | 0.05 % |

|  | 0.02 % |

|  | 98.67 % |

|  | 1.33 % |

|  | 100.0 % |

|  | 75.98 % |

|  | 78.60 % |

|  | 10.74 % |

|  | 6.48 % |

|  | 0.86 % |

|  | 0.69 % |

|  | 0.48 % |

|  | 0.36 % |

|  | 0.35 % |

|  | 0.29 % |

|  | 0.27 % |

|  | 0.26 % |

|  | 0.21 % |

|  | 0.08 % |

|  | 0.08 % |

|  | 0.08 % |

|  | 0.06 % |

|  | 0.04 % |

|  | 0.04 % |

|  | 0.02 % |

|  | 0.01 % |

|  | 98.76 % |

|  | 1.24 % |

|  | 100.0 % |

|  | 60.72 % |

|  | 78.23 % |

|  | 10.40 % |

|  | 6.26 % |

|  | 1.15 % |

|  | 0.82 % |

|  | 0.75 % |

|  | 0.44 % |

|  | 0.40 % |

|  | 0.32 % |

|  | 0.32 % |

|  | 0.26 % |

|  | 0.23 % |

|  | 0.13 % |

|  | 0.13 % |

|  | 0.09 % |

|  | 0.06 % |

|  | 98.57 % |

|  | 1.43 % |

|  | 100.0 % |

|  | 72.85 % |

|  | 67.39 % |

|  | 13.21 % |

|  | 12.73 % |

|  | 1.72 % |

|  | 1.18 % |

|  | 0.88 % |

|  | 0.80 % |

|  | 0.53 % |

|  | 0.44 % |

|  | 0.40 % |

|  | 0.17 % |

|  | 0.15 % |

|  | 0.14 % |

|  | 0.14 % |

|  | 0.09 % |

|  | 0.06 % |

|  | 98.32 % |

|  | 1.68 % |

|  | 100.0 % |

|  | 66.32 % |

|  | 64.40 % |

|  | 23.89 % |

|  | 4.96 % |

|  | 3.60 % |

|  | 1.09 % |

|  | 0.57 % |

|  | 0.37 % |

|  | 0.28 % |

|  | 0.25 % |

|  | 0.14 % |

|  | 0.12 % |

|  | 0.11 % |

|  | 0.09 % |

|  | 0.06 % |

|  | 0.05 % |

|  | 0.03 % |

|  | 98.58 % |

|  | 1.42 % |

|  | 100.0 % |

|  | 71.29 % |

|  | 59.38 % |

|  | 32.89 % |

|  | 2.11 % |

|  | 1.02 % |

|  | 0.62 % |

|  | 0.59 % |

|  | 0.56 % |

|  | 0.55 % |

|  | 0.48 % |

|  | 0.40 % |

|  | 0.31 % |

|  | 0.30 % |

|  | 0.17 % |

|  | 0.13 % |

|  | 0.13 % |

|  | 0.06 % |

|  | 0.06 % |

|  | 0.05 % |

|  | 0.05 % |

|  | 0.04 % |

|  | 0.04 % |

|  | 0.03 % |

|  | 0.03 % |

|  | 0.02 % |

|  | 0.02 % |

|  | 0.02 % |

|  | 99.12 % |

|  | 0.88 % |

|  | 100.0 % |

|  | 72.76 % |

## Reacciones

### Locales
Los partidarios del Congreso Nacional Africano se reunieron en Johannesburgo para celebrar los resultados del partido. Jacob Zuma dedicó la victoria del ANC al difunto Nelson Mandela. El ANC solicitó un análisis en profundidad de los resultados de las elecciones provinciales en Gauteng. La portavoz del ANC, Nkenke Kekana, dijo que el ANC estaba preocupado por su caída de votos con respecto a 2009. La líder de Alianza Democrática, Helen Zille, publicó un comunicado de prensa agradeciendo a todos los sudafricanos que votaron por DA. Ella dijo que los votantes habían respondido positivamente a la campaña de DA, diciendo que "podemos mirar hacia atrás con orgullo en lo que fue, sin duda, la mejor y más grande campaña que nuestra Alianza Democrática haya tenido".
El líder de Luchadores por la Libertad Económica, Julius Malema, dedicó el resultado de EFF a las niñas secuestradas en el secuestro de colegialas de Chibok, diciendo: "Parece imposible, pero hemos demostrado que lo que parece imposible es posible". Partidarios de EFF se reunieron en Innes Free Park en Sandton para celebrar los resultados. Mangosuthu Buthelezi, líder del Partido de la Libertad Inkatha, dijo en un comunicado que a pesar de las bajas estimaciones en las encuestas de Ipsos, el IFP logró mantener su cuarto puesto en las elecciones. Buthelezi agradeció a todos los sudafricanos que votaron por el IFP y declaró que estaba orgulloso de servir a Sudáfrica. Mamphela Ramphele, de Angang Sudáfrica, felicitó a todos los candidatos que disputaron las elecciones. Expresó su decepción por el bajo rendimiento de Agang SA, pero declaró que estaba orgullosa de que su partido lograra la representación parlamentaria a pesar de que solo se había formado unos meses antes de los comicios. El diputado del Partido Demócrata Cristiano Africano, Steve Swart, expresó su desilusión por el hecho de que el ACDP no aumentó su cuota de voto, pero estaba agradecido de poder retener su apoyo en comparación con otros partidos en las elecciones.

### Internacional
El presidente angoleño, José Eduardo dos Santos, felicitó al presidente Jacob Zuma y dijo que los resultados de las elecciones reafirmaban el deseo de los sudafricanos de mantener el statu quo. El Presidente de Botsuana, Ian Khama, dijo: "Extendemos nuestras felicitaciones al presidente Jacob Zuma y su partido ANC por su reelección". El presidente nigeriano, Goodluck Jonathan, felicitó al presidente Zuma y al ANC por su "victoria contundente", describiéndolo como un homenaje bien merecido a Nelson Mandela. El Presidente de Seychelles, James Michel, felicitó a Jacob Zuma por su reelección y dijo: "Es una señal de confianza, en el liderazgo que ha brindado al pueblo de Sudáfrica y la innegable determinación y convicción capaces de hacer de Sudáfrica un faro de esperanza y éxito en África y en el mundo". También afirmó que estaba orgulloso de la asociación entre sus dos países y que esperaba que siguieran mejorando. El embajador de Suazilandia, Senzangakhona Dlamini, declaró al Presidente Zuma: "Suazilandia está de acuerdo en que Sudáfrica tiene una buena historia que contar mientras celebra sus veinte años de democracia". El Presidente de Zimbabue, Robert Mugabe, felicitó a Zuma por la "victoria resonante" del ANC, y elogió a los sudafricanos por su "conducta pacífica y ejemplar" durante las elecciones.
El Secretario de Estado de los Estados Unidos, John Kerry, felicitó a Sudáfrica por las elecciones en un comunicado de prensa cuando concluyó la jornada electoral. Una vez que se dieron a conocer los resultados, el presidente Barack Obama felicitó a Jacob Zuma en una conversación telefónica.
El presidente de Bielorrusia, Aleksandr Lukashenko, envió un mensaje de felicitación a Zuma felicitándolo por su reelección. Decía: "Espero que los esfuerzos conjuntos nos ayuden a mejorar la cooperación bilateral en beneficio de los dos países". El Secretario de Relaciones Exteriores del Reino Unido, William Hague, felicitó a Sudáfrica por celebrar unas elecciones exitosas y declaró que el Reino Unido continuaría teniendo buenas relaciones con Sudáfrica.

## Consecuencias

### Económicas
El 8 de mayo de 2014, el Rand sudafricano creció un 1,2% frente al dólar estadounidense, alcanzando su nivel más alto en cuatro meses. Al día siguiente, el Rand todavía estaba cotizando fuertemente ya que los resultados preliminares mostraron que el ANC vencería al EFF, cuyas políticas izquierdistas preocuparon a los inversores.

### Políticas
El 7 de junio de 2014, la Presidencia emitió un comunicado en el que anunciaba que Jacob Zuma había ingresado en el hospital para realizar pruebas después de "un exigente programa de elección y transición" y que los médicos estaban satisfechos con su estado. Se recomendó a Zuma que descansara durante los días siguientes. Tras un conflicto interno dentro de Agang SA, la líder del partido Mamphela Ramphele anunció su retirada de la política el 8 de julio.